# Technische Schule der Luftwaffe 1
Die Technische Schule der Luftwaffe 1 (abgek. TSLw 1) war eine im Jahre 1957 begründete Ausbildungseinrichtung der Luftwaffe der Bundeswehr in Kaufbeuren. Im Dezember 2013 wurde die TSLw 1 mit der TSLw 3 in Faßberg zum Technischen Ausbildungszentrum Luftwaffe (TAusbZLw) mit Sitz in Faßberg vereinigt. Der Fliegerhorst Kaufbeuren fungiert vom 1. Januar 2014 an als Abteilung Süd des TAusbZLw.

## Ausbildungsauftrag
Der Auftrag der Schule war die Aus- und Weiterbildung von Soldaten aller Dienstgrade und zivilem Personal des Heeres, der Luftwaffe und der Marine im Rahmen einer Grundlagenausbildung an den Waffensystemen Tornado, Phantom und Eurofighter sowie deren Bewaffnung. Weitere Teilbereiche der Ausbildung waren die Elektronische Kampfführung, militärische Flugsicherung sowie computergestützte Betriebsführung. Die praktische Ausbildung erfolgte an den Einsatzluftfahrzeugen oder an Simulatoren. Das Stammpersonal am Standort Kaufbeuren umfasste etwa 650 Soldaten und zivile Arbeitnehmer. Das Lehrpersonal bestand aus Offizieren, Unteroffizieren, Beamten und Angestellten.

### Geschichte der Schule
Am 14. Dezember 1957 übergab der Oberbefehlshaber der US Air Force in Europa, General Frank F. Everest, bei einer Feierlichkeit in Erding die Fliegerhorste Erding, Fürstenfeldbruck, Landsberg am Lech und Kaufbeuren an den damaligen Bundesminister der Verteidigung Franz Josef Strauß.
Die Aufstellung der Schule erfolgte am 16. Dezember 1957, mehrere Umgliederungen im Verlauf der nächsten zehn Jahre. Schon im Jahre 1960 wurde etwa die Ausbildung des Luftbildpersonals an die Waffenschule der Luftwaffe 50 abgegeben. Die Flugkörpergruppe 11, aus der später das Flugkörpergeschwader 1 hervorging, wurde aus dem Lehrstab VII mit dem verlegbaren Technischen Ausbildungszug TM-61 Matador aufgestellt.
Im November 1971 erfolgte die Anerkennung der Schule als Elektronik-Schulungsstätte, an der der Absolvent einen bundeseinheitlichen Elektronikpass erwerben kann. Aus Gründen des Lärmschutzes baute man im Oktober 1976 für 25 Mill. DM eine Lärmschutz-Doppelhalle. Am 5. September 1991 wurde im Rahmen der Einnahme der Luftwaffenstruktur 4 die Fliegerhorstgruppe TSLw 1 aufgelöst und am 30. September 1991 der militärische Regelflugbetrieb auf dem Fliegerhorst Kaufbeuren eingestellt. Aus einer Verschmelzung der Technischen Schule der Luftwaffe 2 mit der Technischen Schule der Luftwaffe 1 entstand 1994 die neue Technische Schule der Luftwaffe 1 mit den Standorten Kaufbeuren, Lechfeld, Erndtebrück (Hachenberg-Kaserne), Brakel/Auenhausen, Karlsruhe, Neubiberg und Laage.
Am 18. Februar 2003 landete der erste Eurofighter auf dem Horst. Im Frühjahr 2004 wurde die Ausbildungsbereitschaft für dieses Flugzeugmuster erklärt. 2004 zog die Lehrwerkstatt des inzwischen aufgelösten Jagdbombergeschwader 34 „Allgäu“ vom Fliegerhorst Memmingen nach Kaufbeuren. Seit 2005 können mit Hilfe der neu erbauten Ausbildungshalle 114 und der komplett erneuerten Lehrwerkstatt in Gebäude 8 zivile Ausbildungsplätze für 24 Fluggerätmechaniker angeboten werden. Infrastrukturmaßnahmen bei der Technischen Schule der Luftwaffe 1 sind Teil des Sanierungsprogramms Sanierung Kasernen West.
Im Rahmen der Neuausrichtung der Bundeswehr wurde am 26. Oktober 2011 die Schließung des Standorts bekannt gegeben. Die Technische Schule der Luftwaffe 1 (TSLw 1) am StO Kaufbeuren und die TSLw 3 am StO Faßberg (Fliegerhorst Faßberg) sollen zum 31. Dezember 2013 aufgelöst werden. Am StO Faßberg (Fliegerhorst Faßberg) wird das Technische Ausbildungszentrum der Luftwaffe (TAusbZLw) zum 1. Januar 2014 aufgestellt und dem Kommando Unterstützungsverbände Luftwaffe (KdoUstgVbdeLw) FB Log/Nu unterstellt werden. Am StO Kaufbeuren wird das TAusbZLw Abt Süd zum 1. Januar 2014 aufgestellt und bei Vorliegen der Voraussetzungen an den StO Untermeitingen (Fliegerhorst Lechfeld) verlegt. Die Ausbildungsgruppen I – IV werden dem TAusbZLw in Faßberg unterstellt. Die Ausbildungsgruppen (AusbGrp) V – VII (technische Ausbildung der Fluggerätemechaniker für Eurofighter und Tornado) werden dem TAusbZLw Abt Süd in Kaufbeuren (Untermeitingen in der Zielstruktur) unterstellt. Die Ausbildung der Fluglotsen sollte nach Erndtebrück (Hachenberg-Kaserne) verlagert werden.
Trotz Schließung des Bundeswehrstandortes soll die Fluglotsenausbildung in Kaufbeuren erhalten bleiben. Das bestätigte der Staatssekretär im Verteidigungsministerium, Christian Schmidt, dem BR. Die Ausbildung wird in einer zivil-militärischen Kooperation weitergeführt, das habe das Bundesministerium der Verteidigung beschlossen. Demnach werde nun ein europaweites Ausschreibungsverfahren auf den Weg gebracht, bei dem sich Unternehmen für das gemeinsame Projekt mit der Bundeswehr am Standort Kaufbeuren bewerben können. Voraussichtlich im ersten Halbjahr 2014 soll es dann einen Zuschlag geben, noch vor dem Abzug Ende 2017 könnte die Fluglotsenausbildung als Öffentlich-private Partnerschaft dann an den Start gehen.
Dabei würde ein privates Unternehmen auf dem Fliegerhorst in Kaufbeuren Fluglotsen sowohl für den zivilen als auch den militärischen Bereich ausbilden. Die Bundeswehr wäre dann einer von mehreren Kunden.
Zum 30. September 2013 wurde mit Oberst Richard Drexl der letzte Kommandeur der TSLw 1 in den Ruhestand verabschiedet. Im Dezember 2013 wurde die TSLw 1 mit der TSLw 3 in Faßberg zum Technischen Ausbildungszentrum Luftwaffe (TAusbZLw) mit Sitz in Faßberg vereinigt. Der Fliegerhorst Kaufbeuren fungiert vom 1. Januar 2014 an als Abteilung Süd des TAusbZLw.

### Bibliothek

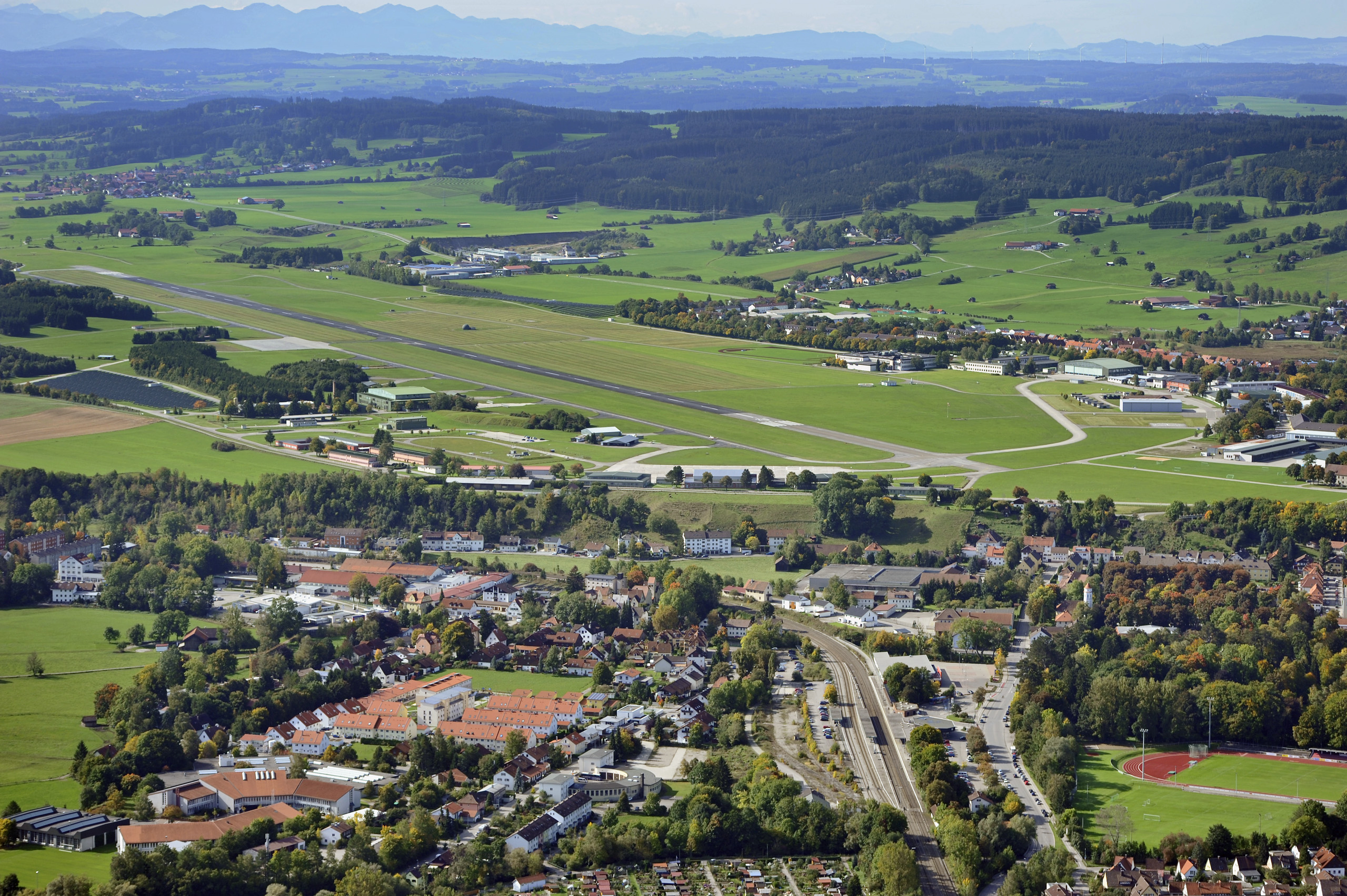
Fliegerhorst Kaufbeuren (2012)

Die Einrichtung betreibt eine nach Anmeldung öffentlich zugängliche Bibliothek mit einem Bestand von mehr als 10.000 Werken in den Themenbereichen Luftfahrzeugtechnik, Militärische Luftfahrt und Flugsicherung.

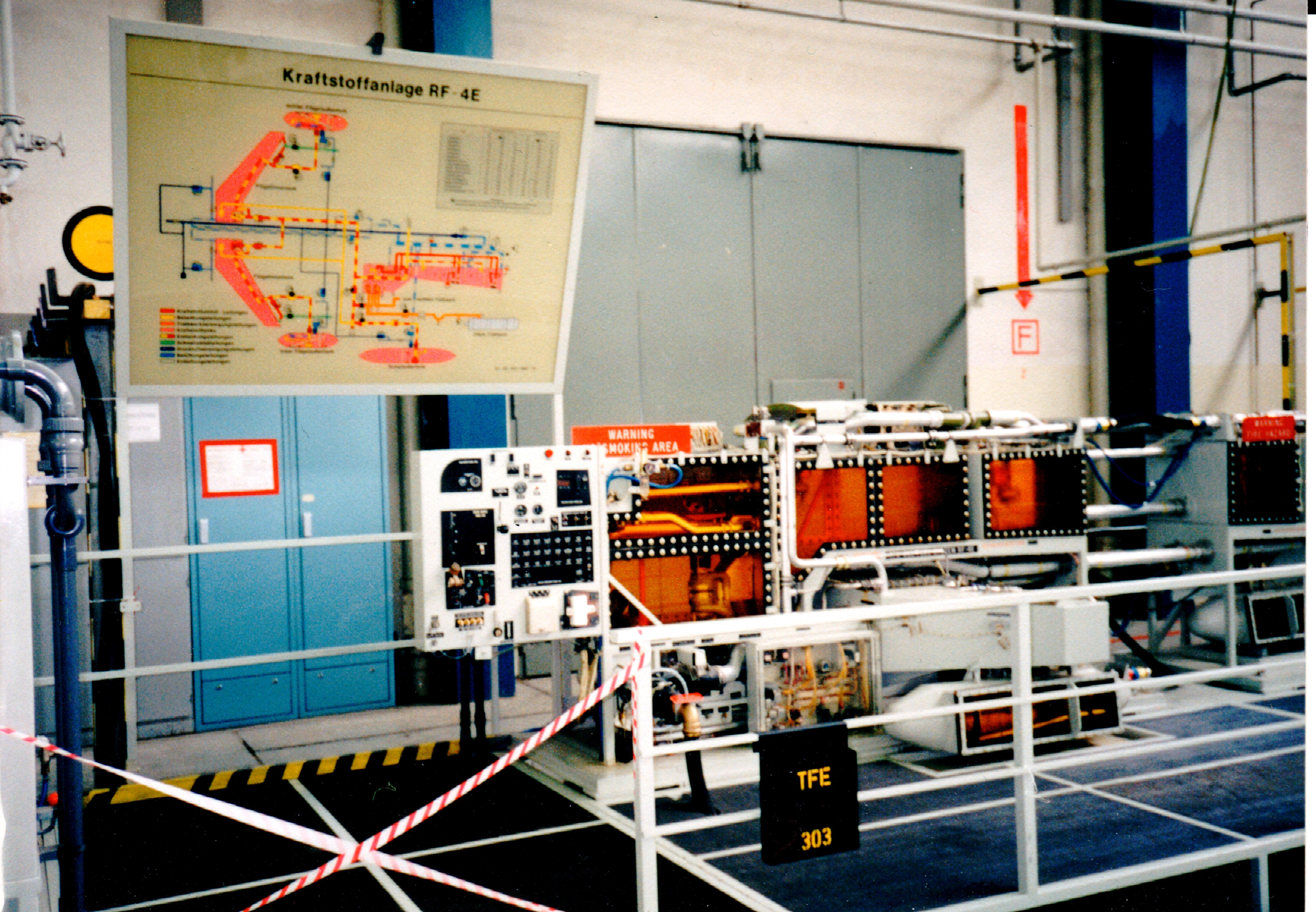
Kraftstofftrainer F4 Phantom in der TSLW 1

### Gliederung
- AusbUstgGrp Ausbildungsunterstützungsgruppe.
- AusbGrp I Systemprüfer
- AusbGrp II Munition, Rettungssysteme
- AusbGrp III Flugsicherung/Radar
- AusbGrp IV Grundlagen/Mission Support Systems

### Unterstellte Einheiten
- Die Luftwaffenmusikkorps 1 und 2 sind dem Kommandeur der TSLw 1 unterstellt.

### Ausbildungsberufe
- Fluggerätmechaniker Fachrichtung Instandhaltungstechnik,
- Fluggerätmechaniker Fachrichtung Triebwerkstechnik,
- Flugsicherungsausbildung Towerpersonal, GCA, Radar Controller
- Elektroniker für Geräte und Systeme

## Kommandeure
- Oberst Werner van Hees: von der Einrichtung bis Ende März 1962
- Oberst Rolf Kluge: von April 1962 bis Ende September 1964
- Oberst Hugo Blumberg: von Oktober 1964 bis Ende März 1973
- Oberst Adolf Martin: von April 1973 bis Ende März 1979
- Oberst Josef Brendgen: von April 1979 bis Ende März 1981
- Oberst Georg Dassler: von April 1981 bis Ende März 1984
- Oberst Hermann Ranzinger: von April 1984 bis Ende März 1989
- Oberst Axel Rothe: von April 1989 bis Ende September 1991
- Oberst Peter Mücke: von Oktober 1991 bis Ende 1992
- Oberst Klaus Zeller: von Anfang 1993 bis Ende 1996
- Oberst Arnulf Richardt: von Anfang 1997 bis Ende 1998
- Oberst Burkhard Kühn: von Anfang 1999 bis Ende März 2001
- Oberst Klaus Knepper: von April 2001 bis Ende März 2002
- Oberst Karl-Heinz Göttling: von April 2002 bis Ende Juli 2005
- Oberst Detlef Thull: ab August 2005
- Oberst Richard Drexl: von 2008 bis zur Auflösung